# آفست (رپر)
کیاری کندرل سیفس (به انگلیسی: Kiari Kendrell Cephus) (زادهٔ ۱۴ دسامبر ۱۹۹۱)، که بیشتر با نام هنری آفست (به انگلیسی: Offset) شناخته می‌شود، خواننده، رپر و ترانه‌سرای آمریکایی است.

## زندگی شخصی
آفست در سال ۲۰۱۷ دوستی خود را با کاردی بی شروع کرد و در ۲۷ اکتبر همان سال نامزد کردند.
در ۷ آوریل ۲۰۱۸ کاردی بی بارداری خود را از آفست در برنامهٔ پخش زنده شنبه شب اعلام کرد؛ در ۲۵ ژوئن ۲۰۱۸ سایت خبرگزاری تی‌ام‌زد سند ازدواجی را پیدا کرد که نشان می‌داد آن‌ها در سپتامبر ۲۰۱۷ به‌طور خصوصی در اتاق خواب خود ازدواج کرده بودند، پس از انتشار این خبر کاردی بی آن را تأیید کرد. در ۱۰ ژوئیه ۲۰۱۸ کاردی بی و آفست صاحب دختری بنام کولتور کیاری سیفس شدند.
در ۵ دسامبر ۲۰۱۸ کاردی بی در حساب اینستاگرام خود اعلام کرد که از آفست جدا شده‌است. اما کمی پس از عذرخواهی‌های پیاپی آفست، آنها دوباره آشتی کردند.